# Березњики
Березњики (рус. Березники) град је у Русији у Пермском крају. Према попису становништва из 2010. у граду је живело 156.512 становника.

## Географија
Површина града износи 431,118 km².

## Становништво
Према прелиминарним подацима са пописа, у граду је 2010. живело 156.512 становника, 16.565 (9,57%) мање него 2002.
| 1939.  | 1959.   | 1970.   | 1979.   | 1989.   | 2002.   | 2010.   |
| ------ | ------- | ------- | ------- | ------- | ------- | ------- |
| 51.286 | 106.119 | 145.580 | 185.395 | 201.213 | 173.077 | 156.466 |